# Cecil (Geórgia)
Cecil é uma cidade  localizada no estado americano de Geórgia, no Condado de Cook.

## Demografia
Segundo o censo americano de 2000, a sua população era de 265 habitantes.
Em 2006, foi estimada uma população de 332, um aumento de 67 (25.3%).

## Geografia
De acordo com o United States Census Bureau tem uma área de
2,2 km², dos quais 2,2 km² cobertos por terra e 0,0 km² cobertos por água. Cecil localiza-se a aproximadamente 72 m acima do nível do mar.

## Localidades na vizinhança
O diagrama seguinte representa as localidades num raio de 20 km ao redor de Cecil.